# Prešernova cesta
Prešernova cesta (deutsch: Prešerenstraße) ist der Name einer Straße im Stadtbezirk Center von Ljubljana, der Hauptstadt Sloweniens. Sie ist benannt nach dem slowenischen Dichter France Prešeren (1800 bis 1849).

## Geschichte
Die Straße wurde 1897 als Bleiweisova cesta neu angelegt. Auf dem Stadtplan von 1902 begann sie südwestlich des Bahnhofs und endete an der Kreuzung der Triesterstraße mit der Römerstraße. Zu diesem Zeitpunkt war Prešerenstraße der Name der heutigen Čopova ulica. Von 1941 bis 1943 nannten die italienischen Besatzer die Straße Cesta Viktorija Emanuela III. 1949 erfolgte die bisher letzte Umbenennung in Prešernova cesta.
Nach dem Bau der Tivolska cesta (heute Bleiweisova cesta) verlor die Straße ihre Rolle als Verkehrsverbindung zwischen Vič und Šiška. 1980 folgte eine radikale Verkürzung der Straße auf den heutigen Verlauf.

## Lage
Die Straße verläuft von der Bleiweisova cesta auf Höhe der Puharjeva ulica nach Südwesten bis zum Platz der Jugendarbeitsbrigaden.

## Abzweigende Straßen
Die Prešernova cesta berührt folgende Straßen und Orte (von Nord nach Süd): Cankarjeva cesta, Tomšičeva ulica, Šubičeva ulica, Veselova ulica, Valvasorjeva ulica, Erjavčeva cesta, Gregorčičeva ulica und Vrtača.

## Bauwerke und Einrichtungen
Die wichtigsten Bauwerke und Einrichtungen entlang der Straße sind:
- Orthodoxe Kirche in Ljubljana
- Slowenische Nationalgalerie
- Slowenisches Museum für Moderne Kunst
- Villa Ebenspanger
- US-Botschaft in Slowenien
- Slowenisches Nationalmuseum
- Deutsche Botschaft Ljubljana
- Österreichische Botschaft Laibach
- Cankarjev dom
- Präsidentenpalast (Amtssitz des Staatspräsidenten)
- Außenministerium, Prešernova 25[7]